# Личчана-Нарди
Личчана-Нарди (итал. Licciana Nardi) — коммуна в Италии, располагается в регионе Тоскана, в провинции Масса-Каррара.
Население составляет 4975 человек (2008 г.), плотность населения составляет 90 чел./км². Занимает площадь 55 км². Почтовый индекс — 54016. Телефонный код — 0187.
Покровителем коммуны почитается святой апостол Иаков Старший, празднование 25 июля.

## Демография
Динамика населения:

## Администрация коммуны
- Официальный сайт: http://www.comunelicciananardi.ms.it/